# Bony Bikaye
 (juillet 2022).
Bony Bikaye, né Boniface Bikaye le 26 juillet 1953 à Kananga au Zaïre, aujourd'hui en République démocratique du Congo, est un musicien congolais, connu pour sa collaboration avec Hector Zazou sur quatre albums durant les années 1980.

## Enfance et adolescence
Bony Bikaye naît le 26 juillet 1953 à Luluabourg, ville connue aujourd'hui sous le nom de Kananga et qui se trouve dans la région du Kassaï. Le contexte politique du pays durant la fin des années 1950 et les années 1960 amènent sa famille et lui même à s'installer à Kinshasa. Au cours de son adolescence, il se découvre une passion pour l'électronique et la musique.

## Carrière
Au début des années 1970, il intègre un groupe de jeunes musiciens et joue dans le quartier de Bandal à Kinshasa. C'est au cours de cette même décennie qu'il fait la rencontre de musiciens congolais réputés tels que Franco, Papa Wemba ou Ray Lema. Il compose par ailleurs trois titres pour Papa Wemba à la fin des années 1970.
Il est le directeur musical de Zaïko Langa Langa, célèbre groupe congolais de rumba. Il est considéré comme un « pionnier de la musique électronique ».

### Duo Zazou-Bikaye
Début 1980, Bikaye est à Paris avec l'orchestre de Papa Wemba. Il rencontre Pierre Job (Hector Zazou), alors journaliste chez Radio Nova. Ils décident de  faire de la musique ensemble. De leur collaboration naissent trois albums entre 1983 et 1987 : Noir et Blanc (1983), Mister Manager (1985) et Guilty (1987).[réf. nécessaire]
Selon Radio France internationale (RFI), Noir et Blanc et Mister Manager sont deux « albums cultes dans les années 1980 ». Selon Les Inrocks, Noir et blanc est un almun « mythique » du label belge Crammed Discs. De plus, selon le magazine musical Pan African Music, « le duo franco-congolais composé de Bony Bikaye et Hector Zazou avait marqué sa génération, notamment par son album Noir et Blanc (1983), adulé à travers le monde pour ses expérimentations afro-électroniques et son métissage afro-européen ».